# District de Xihu (Benxi)
Pour les articles homonymes, voir Xihu.
Le district de Xihu (溪湖区 ; pinyin : Xīhú Qū) est une subdivision administrative de la province du Liaoning en Chine. Il est placé sous la juridiction de la ville-préfecture de Benxi.